# Municipio de Pultney
El municipio de Pultney (en inglés: Pultney Township) es un municipio ubicado en el condado de Belmont en el estado estadounidense de Ohio. En el año 2010 tenía una población de 8795 habitantes y una densidad poblacional de 130,32 personas por km².

## Geografía
El municipio de Pultney se encuentra ubicado en las coordenadas 40°1′2″N 80°47′1″O / 40.01722, -80.78361. Según la Oficina del Censo de los Estados Unidos, el municipio tiene una superficie total de 67.49 km², de la cual 67,17 km² corresponden a tierra firme y (0,48 %) 0,32 km² es agua.

## Demografía
Según el censo de 2010, había 8795 personas residiendo en el municipio de Pultney. La densidad de población era de 130,32 hab./km². De los 8795 habitantes, el municipio de Pultney estaba compuesto por el 95 % blancos, el 3,25 % eran afroamericanos, el 0,13 % eran amerindios, el 0,19 % eran asiáticos, el 0,07 % eran de otras razas y el 1,36 % eran de una mezcla de razas. Del total de la población el 0,5 % eran hispanos o latinos de cualquier raza.